# Chandan Shetty
Chandan Shetty, também conhecido como "Kannada Rapper Chandan Shetty" é um Indiano compositor de trilhas sonoras para filmes, compositor e cantor, que se compõe músicas em Língua canaresa. Ele nasceu em 17 de setembro de 1989, no Shanthigrama, Karnataka. Ele começou sua carreira como letrista e assistente de diretor de música com o filme Alemari sob diretor de música Arjun Janya. Em seguida, ele trabalhou para Varadanayaka, Power (filme canarim de 2014), Chakravyuha (filme de 2016) e Bhajarangi. Ele trabalhou por mais de 50 filmes como letrista e cantor de playback. Ele é o vencedor da 5ª temporada de Bigg Boss Kannada.

## Vida pessoal e carreira
Ele nasceu em Shanthigrama, distrito Hassan. Seu pai Paramesh é um empresário e a mãe, Prema, é dona de casa. Fez seus estudos em Rotary School, Sakleshpur. Ele completou seu PUC em St. Philomena em Commerce, na Puttur, Karnataka. Ele terminou a sua Licenciatura na Vidya Vikas em Bcom, Mysore. Depois de completar seus estudos superiores, ele trabalhou em um call center por um ano. Mais tarde, ele entrou na indústria em 2012, como compositor e assistente de diretor de música para Alemari filme sob diretor de música Arjun Janya.
Ele é o vencedor do reality show Bigg Boss Kannada 5ª temporada com seu amigo Divakar como o corredor que foi ao ar em Cores Super Canal.

## Discografia
Filmes com sua composição:
| Ano  | Filme    | Idioma  |
| ---- | -------- | ------- |
| 2018 | Appuge   | Canarim |
| 2018 | Seizer   | Canarim |
| 2017 | Ganchali | Canarim |
| 2017 | Sanjeeva | Canarim |

## Álbum de músicas
- HALAGODE
- 3 PEG - Esta canção auto-tune foi supostamente copiada sem atribuição do artista italiano Stefy de cicco Move seu corpo composto 5 anos antes, infringindo os direitos autorais do artista original.[5]
- CHOCOLATE GIRL
- TEQUILA

### Como cantor
- Alemari
- Varadhanayaka
- Auto Raja (2013)
- Rajani Kantha
- Estilo Rei
- Power (2014)
- Chakravyuha (2016)
- Bhajarangi
- Dil Rangeela
- Bahaddur
- Pulikeshi
- Tyson
- Aryan (2014)
- Chatrigalu Saar Chatrigalu
- Jaguar (2016)
- Appuge
- Sarkari Kelasa Devara Kelasa
- Jaani (Johnny)
- 7
- Mungaru Male 2
- Dove
- Eradu Kanasu
- John Jani Janardhan (2016)
- Jayammana Maga
- Charlie (2015)
- Apenas Maduveli
- Badmaash (2016)
- Rocket (2015)
- Mombatti
- Mr. Perfect
- Rajahamsa
- Ganchali(2018)
- Siezer(2018)

### Como diretor de música
- Siezer(2018)
- Ganchali

### Como compositor
- Varadhanayaka
- Auto Raja
- Rajani Kantha
- Estilo Rei
- Power (2014)
- Chakravyuha (2016)
- Bhajarangi
- Dil Rangeela
- Pulikeshi
- Ariana (2014)
- Jaguar (2016)
- Appuge
- Sarkari Kelasa Devara Kelasa
- Jaani (Johnny)
- Mungaru Masculino 2
- John Jani Janardhan (2016)
- Jayammana Maga
- Eradu Kanasu
- Mombatti
- Mr. Perfect
- Siezer(2018)
- Ganchali

### Como assistente do diretor de música
- Varadhanayaka
- Auto Raja
- Rajani Kantha
- Style King
- Power (2014)
- Chakravyuha (2016)
- Bhajarangi
- Dil Rangeela
- Jaguar (2016)
- Sarkari Kelasa Devara Kelasa
- Mungaru Male 2
- Eradu Kanasu
- John Jani Janardhan (2016)
- Victory (2013)
- Rambo (2012)
- Vajrakaya
- Jayammana Maga